# Joseph Barnaby
Sir Joseph Barnby (York, 12 d'agost de 1838 – Londres, 28 de gener, 1896) fou un director d'orquestra i compositor anglès.
Era fill de Thomas Barnby, que era un organista. Joseph ja era membre del cor de la catedral de York a l'edat de set anys, va ser educat en la Royal Academy of Music per Cipriani Potter i Charles Lucas, i va ser nomenat el 1862 organista de Sant Andreu, i Santa Anna de Londres, on va assolir amb els seus serveis un alt grau d'excel·lència. Director de cor Baruby de 1864 a 1871; el 1872 succeí 
a Charles Gounod en la direcció del Royal Albert Hall Society, càrrec que conservà fins a la seva mort; el 1892 aconseguí el títol de baronet.
Entre les seves composicions destaquen; el motet King all Glorius, l'oratori Rabekah i The Lord is King, l'última inspirada en el salm XCVII.